# Turki I bin Abdoel-Aziz al-Saoed
Turki I bin Abdoel-Aziz al-Saoed (Arabisch: تركي الأول بن عبد العزيز آل سعود, Turkī l-ʾAwwal bin ʿAbd al-ʿAzīz Āl Saʿūd) (Irak, 1900 - Riyad, 1919) was de oudste zoon van de stichter van Saoedi-Arabië uit het huis van Saoed koning Abdoel Aziz al Saoed én prinses Wadhba bint Muhammad al-Hazzam. Nadat zijn vader Riyad had veroverd werd hij in 1902 benoemd tot kroonprins van Nadjd.

## Kroonprins
Later vergezelde hij zijn vader bij de verovering van het Arabisch schiereiland en trad op adjunct-opperbevelhebber. Hij overleed als gevolg van de wereldwijde griepepidemie van 1918-1919. Na zijn dood werd zijn zoon Faisal geboren, die later minister werd in de regering van Saoed bin Abdoel Aziz al Saoed.
Na de vroege dood van prins Turki I bin Abdoel-Aziz Al Saoed liet zijn vader Abdoel Aziz al Saoed de wet op de opvolging veranderen. De opvolging van vader op zoon werd vervangen door die van broer naar broer.
Koning Abdoellah bin Abdoel Aziz al-Saoed (overleden in 2015) was een halfbroer van de in 1919 gestorven Turki I bin Abdoel-Aziz Al Saoed.
Turki I bin Abdoel-Aziz Al Saoed mag niet verward worden met Turki II bin Abdoel-Aziz Al Saoed, een andere halfbroer. Die werd geboren in 1934 en een van de 7 broers is - met als moeder prinses Hussa Ahmad Al-Sudayri - ook de Zeven Sudairi genoemd.